# Gabrius chrysochloris
Gabrius chrysochloris – gatunek chrząszcza z rodziny kusakowatych i podrodziny Staphylininae.
Gatunek ten został opisany w 2014 roku przez Lubomíra Hromádkę na podstawie pojedynczego samca odłowionego 8 km na zachód od Dinszu.
Chrząszcz o ciele długości 5,8 mm, w tym 3 mm od przodu ciała do końca pokryw. Głowa czarna z brązowożółtymi głaszczkami i nasadami czułków. Przedplecze i tarczka ciemnobrązowe, a odwłok jaśniejszy z brązowożółtymi brzegami tylnymi tergitów. Przedplecze dłuższe niż szersze, wyraźnie zaokrąglone w kątach tylnych, opatrzone punktami ułożonymi w rządki po sześć. Pokrywy tak szerokie jak długie, delikatnie i gęsto punktowane.
Chrząszcz afrotropikalny, znany wyłącznie z rejonu Bale w Etiopii.